# Otmar Schissel von Fleschenberg
Otmar Schissel von Fleschenberg (* 8. August 1884 in Gföhl, Niederösterreich; † 28. Dezember 1943 in Graz) war ein österreichischer klassischer Philologe, Germanist und Byzantinist.

## Leben
Otmar Schissel von Fleschenberg, der Sohn eines Gerichtsadjunkts, studierte ab 1903 an den Universitäten zu Wien und Graz. Zu seinen akademischen Lehrern gehörten der Philosoph Alexius Meinong, die Germanisten Hugo Spitzer, Anton Emanuel Schönbach und Bernhard Seuffert sowie die Altphilologen Alois Goldbacher und Heinrich Schenkl. 1907 wurde Schissel in Graz mit der Dissertation Das Adjektiv als Epitheton im Liebesliede des 12. Jahrhunderts (erschienen 1908) im Fach Germanistik promoviert. Seine Habilitation für deutsche Sprache und Literatur erreichte er 1911 an der Universität Innsbruck.
Nach der Umwandlung seiner Lehrbefugnis auf allgemeine Literaturwissenschaft (1918) ging Schissel 1919 als Privatdozent an die Universität Graz. 1921 wurde seine Lehrbefugnis abermals geändert, diesmal auf spätantike und byzantinische Philologie. 1923 erhielt er ein persönliches Extraordinariat seines Faches, 1926 wurde er zum planmäßigen außerordentlichen Professor ernannt. In Graz hielt Schissel Vorlesungen über weite Bereiche der spätantiken, christlichen und byzantinischen Literatur. Schwerpunkte seiner Forschung waren Briefliteratur, Hagiographie, Militärschriftsteller, der Neuplatonismus und die Rhetorik. Für seine Verdienste erhielt er 1937 die Ehrendoktorwürde der Universität Athen.
Otmar Schissel von Fleschenberg starb am 28. Dezember 1943 infolge eines Coronarinfarktes auf einem Spaziergang. Er ist auf dem St.-Leonhard-Friedhof in Graz beigesetzt.